# Paula von Rom

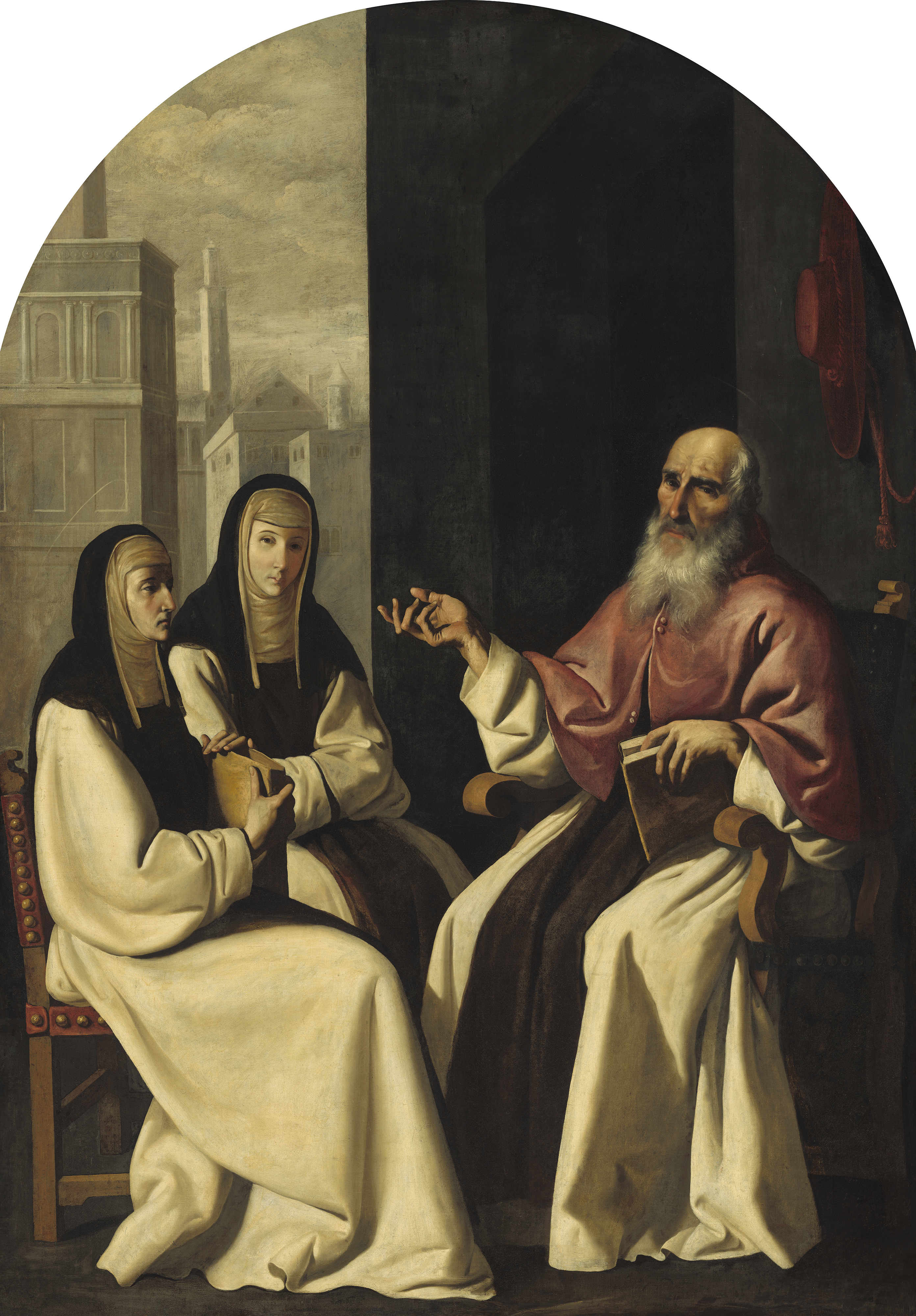
Paula mit ihrer Tochter Eustochium im Gespräch mit dem hl. Hieronymus (Ölgemälde, 17. Jahrhundert)

Paula von Rom (* 5. Mai 347 in Rom; † 26. Januar 404 in Bethlehem) war eine römische Christin, Witwe und Heilige der katholischen Kirche. Sie ist vor allem wegen ihrer freundschaftlichen Verbindung zum Kirchenvater Hieronymus bekannt. Der Gedenktag der heiligen Paula in der Liturgie ist der 26. Januar. Ihre Töchter, Blaesilla und die geweihte Jungfrau Eustochium, werden ebenfalls als heilig verehrt. 

## Leben
Paula stammte aus einer römischen Patrizierfamilie. Etwa fünfzehnjährig wurde sie mit Toxotius verheiratet, einem Römer aus einflussreicher Familie. Das Paar hatte fünf Kinder – Blaesilla, Paulina, Eustochium, Rufina und Toxotius –, über deren Lebensläufe wir aus Briefen des Hieronymus gut unterrichtet sind. 379/380 starb Toxotius. Paula wählte daraufhin den Stand der Witwe, der in der Alten Kirche hohes Ansehen genoss.
Im Jahr 382 hielten sich anlässlich einer Synode die Bischöfe Epiphanius von Salamis und Paulinus von Antiochia in Rom auf. Epiphanius wohnte bei Paula. Die Begegnung mit den beiden griechischen Kirchenführern und besonders mit dem Lateiner Hieronymus, der Paulinus begleitete – er war in den griechischen Osten gegangen und in Antiochia zum Priester geweiht worden –, beeindruckte Paula tief und weckte in ihr die Sehnsucht nach dem Eremitentum in der Wüste und dem Heiligen Land.
In den folgenden Jahren sammelte Hieronymus, der in Rom geblieben war, einen Kreis wohlhabender frommer Jungfrauen und Witwen um sich, die das asketische Ideal verwirklichen wollten, darunter die Witwen Lea, Marcella und Paula mit ihren Töchtern Blaesilla und Eustochium. Sie vertieften sich in das Schriftstudium, und Paula lernte Hebräisch.
Hieronymus geriet jedoch in innerkirchliche Konflikte. Unter anderem hielt man ihm den frühen Tod der jungen Blaesilla vor. Als er deswegen 385 Rom verließ, begleiteten ihn Paula und Eustochium. Gemeinsam pilgerten sie zu den biblischen Stätten Ägyptens und Palästinas, wo sich Mönchsgemeinschaften angesiedelt hatten. 386 ließen sie sich in Bethlehem nieder und gründeten aus Paulas Vermögen ein Männerkloster, drei Häuser für Jungfrauen und Witwen und ein Pilgerhospiz.
In seinem Nachruf rühmt Hieronymus Paulas Selbstlosigkeit, ihren asketischen Lebenswandel, ihr Gebetsleben und die Sorge für Arme und Kranke, für die sie ihr Vermögen verwendete. Als sie in Bethlehem starb, war ihr heiligmäßiger Ruf schon so weit gedrungen, dass mehrere Bischöfe an ihren Exequien teilnahmen, darunter auch Patriarch Johannes von Jerusalem, mit dem es zuvor Streit um Leitungsfragen und um den Origenismus gegeben hatte.
Die Gräber Paulas, Hieronymus’ und Eustochiums befinden sich unter der Geburtskirche in Bethlehem. Ihre sterblichen Überreste wurden im 15. Jahrhundert in die römische Basilika Santa Maria Maggiore übertragen.